# Pressfrihet i Eritrea
Eritrea har inga oberoende medier sedan 2001 då ett antal nedläggningar och arresteringar utfördes på order av president Issaias Afeworki. De statliga medierna - de enda tillåtna - utsätts för hård censur.
Minst elva journalister har försvunnit sedan 2011. Journalister fängslas godtyckligt och kan tillbringa år i inhumana förhållanden utan att veta vad de anklagas för. Fängslade journalister har hållits i underjordiska celler, containrar och utsatts för tortyr. Sju fängslade journalister har dött eller begått självmord i fångenskap.
Eritrea har åtta år i rad varit sämst i Reportrar utan gränsers pressfrihetsindex.